# Miejsca spoczynku władców Serbii
Miejsca spoczynku władców Serbii:

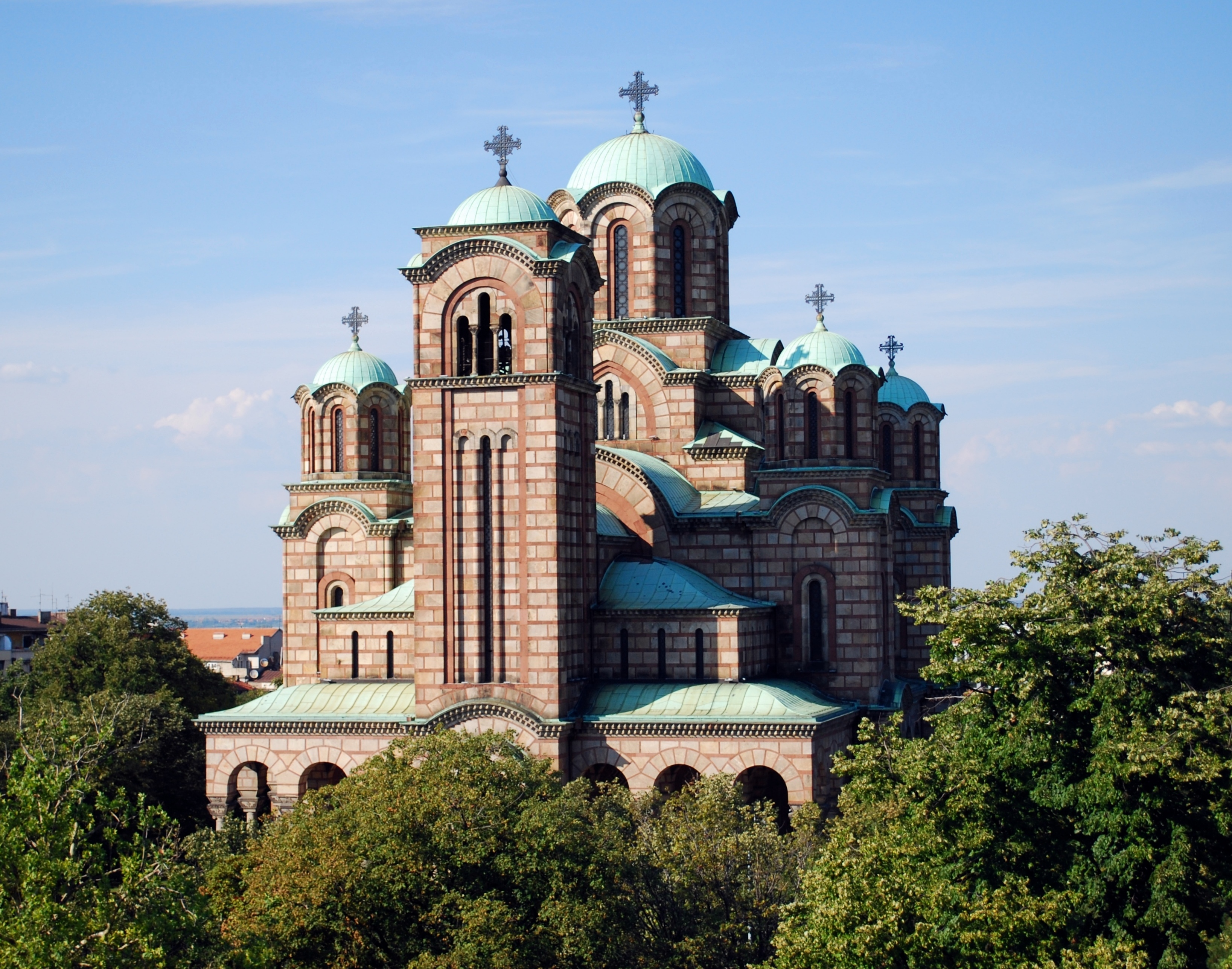
Cerkiew św. Marka w Belgradzie

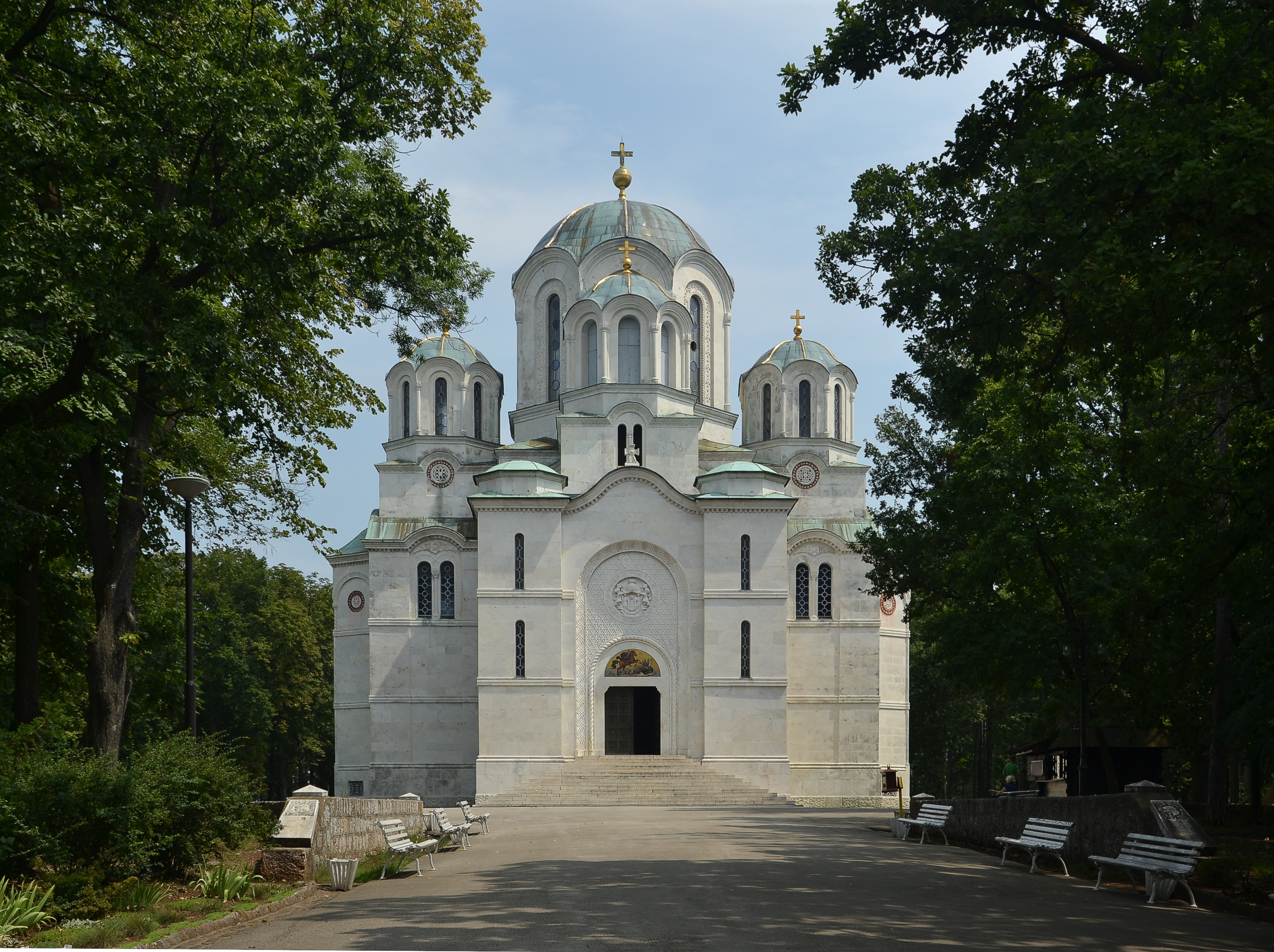
Cerkiew św. Jerzego w Topoli

- Cerkiew św. Jana Włodzimierza w Shijon w gminie Bradashesh – Jan Włodzimierz
- Cerkiew św. Andrzeja w Prapratni – Stefan Dobrosław
- Monaster Studenica – Stefan Nemania, Stefan Pierwszy Koronowany, Stefan Radosław
- Monaster Morača – Wukan Nemanicz
- Monaster Mileševa – Stefan Władysław
- Monaster Sopoćani – Stefan Urosz I
- Monaster Đurđevi stupovi – Stefan Dragutin
- Cerkiew „Sweta Nedelja” w Sofii – Stefan Urosz II Milutin
- Cerkiew św. Mikołaja w Zvečanie – Stefan Konstantyn
- Monaster Visoki Dečani – Stefan Urosz III Deczański
- Cerkiew św. Marka w Belgradzie – Stefan Urosz IV Duszan, Milan Obrenowić, Aleksander I Obrenowić
- Monaster Jazak na Fruškiej gorze – Urosz I
- Monaster Rawanica – Łazarz I Hrebeljanović
- Monaster Manasija koło Despotovacu – Stefan IV Lazarević
- Klasztor franciszkański św. Łukasza w Jajcach – Stefan Tomaszević Kotromanić
- Sobór św. Michała Archanioła w Belgradzie – Miłosz I Obrenowić, Michał Obrenowić
- Cerkiew św. Jerzego w Topoli – Aleksander Karadziordziewić, Piotr I Karadziordziewić, Aleksander I Karadziordziewić, Piotr II Karadziordziewić
- Monaster Krušedol – Milan I Obrenowić